# PlayStation Plus
PlayStation Plus（プレイステーション プラス、略称 PS Plus）は、ソニー・インタラクティブエンタテインメント（SIE）が全世界で提供している有料会員サービス（サブスクリプションサービス）。

## 概要
PlayStation PlusはPlayStation Networkの基本サービスに追加可能な、有料の会員サービスである。PlayStation Networkの基本サービス（ID、メッセージやマッチング等）は無料であるが、会費を払いPlayStation Plus会員になれば、以下で説明するようなさまざまな追加サービスを受けられるようになる。
PlayStation Plusは機種毎に加入する必要は無く、加入すれば所有する対応機種全てにおいてサービスを受けられる。これらのサービス提供はインターネットを通して行われるので、無論インターネットに接続しオンラインにしている若しくは接続可能である事が前提である。シンボルマークは黄色の「+」（プラス）の中に△、□、×、○というPSを代表する4つのボタンを模したマークが配されている。
対応機種のPlayStation Store、もしくはブラウザ上のPlayStation Store、スマートフォン上のPS Appから加入（会員権の購入）ができる。2013年10月2日から一部改められ、購入する利用期間は日数制から月額制に、利用コンテンツに制限がかかるが6歳以上のSENアカウント（旧称：PSNアカウント）登録者なら誰でも利用可能となった。以前は対象は18歳以上のユーザーであるPSN会員のため、マスターアカウント限定であり、さらに18歳未満では加入できなかった（サービスそのものが表示されない）。更新は自動で行われるため、ウォレットからの自動引き落としを望まない場合はアカウント管理の「購入管理」＞「サービスリスト」で自動更新サービスを切ることが出来る。
時折ではあるが短期間限定の無料加入キャンペーンが提供されている事があり、この場合も自動更新サービスが最初はオンになっている。無料加入キャンペーンは一人一回限りとされているものの、一度無料期間を終えた後にまた無料期間キャンペーンが実施されたときは再度無料加入ができる。
サービスの拡充などに伴い、対応機種によって利用可能なサービスは異なっている（例：ゲームヘルプはPS5でのみ利用可能、ゲームカタログなどはPS3、PS Vitaでは利用できない、など。詳細は後述）。
2022年3月29日にPlayStation Nowと統合した上で新サービスへ移行することが発表され、日本では同年6月2日に新サービスへ移行した。2022年6月1日時点におけるPlayStation Plus加入者は、同年6月2日以降はPlayStation Plusエッセンシャル加入者となる他、同じく2022年6月1日時点におけるPlayStation Now加入者は、同年6月2日以降はPlayStation Plusプレミアム加入者となる。クラウドストリーミングを利用できない国や地域では、プレミアムより料金が低いPlayStation Plusデラックスが提供される。

## サービス内容
代表的なサービスは次の通り。
なお日本のPSストアでは「コンピュータエンターテインメントレーティング機構（CERO）で18歳以上のみ対象（Z指定）のソフト」は本当の年齢を確認するためにクレジットカードで購入するしくみになっており、年齢制限のあるゲームソフトは特典として得る場合にもクレジットカードによる認証が必要（料金は発生しない）。

### コンテンツサービス
特記がない場合はエッセンシャル、エクストラ、プレミアムの全てのプランでプレイ可能。
提供コンテンツに関してはPlayStation Plus公式サイトを参照。

#### フリープレイ
毎月数本、PS5、PS4専用のゲームタイトルが「フリープレイ」として提供されており、PlayStation Plus加入者はフリープレイ一覧に表示されている期間中に "購入" 手続き（"購入"と表現されているが実際には無料）をすれば、その後は何度でもプレイすることができる（なおPlayStation Plusに加入しているだけで過去にフリープレイとして提供されたことのあるゲームをすべてプレイできるわけではない。あくまで提供期間中に"購入"手続きを済ませたゲームだけがプレイ可能になる。また一旦"購入"すれば、ゲームソフトの再ダウンロードを何度でも行うこともできる〈ただし"購入"済みにしたソフトであってもメーカーの事情によってフリープレイリストから削除され再ダウンロードが不可になることもある〉）。
その時点でまだ所有していないハード用のソフトでも、パソコンやスマートフォンでアクセスできるウェブサイト上のPlayStation Storeで購入済み状態にしておくことで、後にそのハードを購入した時点でPlayStation Plusに加入していれば無料ダウンロード可能。
なおPS3、PS Vita向けのフリープレイタイトルの新規提供は2019年3月8日で終了している。

##### PlayStation Plusコレクション
PlayStation 5の発売に伴い、互換性のあるPS4用ソフトを同ハードの所持者限定でフリープレイで提供するサービス。日本国内では以下の18作品が対象。購入にはPS5のPSストアからのアクセスが必要だが、一度購入すれば同じユーザーIDのPS4でも利用可能。2023年5月9日をもって提供を終了（通常のフリープレイソフトと同じく終了前にライブラリー追加すれば、引き続きプレイ可能）。
2023年10月のマイクロソフトのアクティビジョン買収により、アクティビジョン製作品のフリープレイの配布は、このリスト内の作品と2023年7月に配布された『コール オブ デューティ ブラックオプス コールドウォー』が最後の配布になったが、ベゼスダ製やMOJANG製作品については2024年以降もたびたび配布されている。
SIEワールドワイド・スタジオタイトル
- Bloodborne
- Days Gone
- Detroit: Become Human
- ゴッド・オブ・ウォー
- InFAMOUS Second Son
- ラチェット&クランク THE GAME
- 人喰いの大鷲トリコ
- The Last of Us Remastered
- アンティル・ドーン 惨劇の山荘
- アンチャーテッド 海賊王と最後の秘宝

サードパーティのタイトル
- バットマン アーカム・ナイト（ワーナー・ブラザース）
- バトルフィールド1（エレクトロニック・アーツ）
- コール オブ デューティ ブラックオプス3 ゲーム オブ ザ イヤー ＋ ゾンビクロニクル同梱版（アクティビジョン）
- クラッシュ・バンディクー ブッとび3段もり!（アクティビジョン）
- Fallout 4（ベセスダ・ソフトワークス）
- ファイナルファンタジーXV ロイヤルエディション（スクウェア・エニックス）
- モンスターハンター：ワールド（カプコン）
- バイオハザード7 レジデント イービル（カプコン）
- ペルソナ5（アトラス）(2022年5月11日に配信終了[7])

#### ゲームカタログ（プレミアムとエクストラのみ）
プレミアム加入者とエクストラ加入者のみのサービスとなる。エッセンシャル加入者はプレミアムもしくはエクストラへのアップグレードが必要。
カタログに掲載されたPlayStation 4、PlayStation 5用ゲーム数百本を自由にダウンロードしてプレイできる。カタログタイトルの一部は事前告知の上で定期的に追加・削除されるため、特定のタイトルを永続的に遊べる保証はない。

#### Ubisoft＋Classics（プレミアムとエクストラのみ）
Ubisoftのゲームを遊べるサブスクリプションサービス。

#### クラシックスカタログ（プレミアムのみ）
プレミアム加入者限定のサービス。PlayStation 3以前のソフトをカタログの中から選択してプレイできる。
PlayStation 3用ソフトはクラウドストリーミングによるプレイとなる。PlayStation（初代）・PlayStation 2・PlayStation Portable用ソフトはPlayStation 4、PlayStation 5で動作するエミュレーターをダウンロードしてプレイする。エミュレーターで走るソフトはトロフィー機能とプレイの巻き戻し機能が追加されており、プレミアム会員以外のユーザーでも1タイトル毎に購入が可能。

#### ディスカウント
PS Store配信済みのソフトから毎月何本か選ばれるゲームソフトを通常販売価格よりも安く購入できる。購入後のコンテンツは加入権終了後も引き続き使用可能。また、PlayStation Plus会員以外を対象にしたセールであっても、PlayStation Plusに加入していれば非会員より割引率が高くなる場合ある。

#### ストリーミングゲーム (プレミアムのみ)
ゲームを本体にダウンロードせずにプレイできる。上記の PlayStation Plus ゲームカタログや、クラッシックスカタログも対象。

#### ゲームトライアル（プレミアムのみ）
体験版をダウンロードし一定時間のみ「お試しプレイ」できるサービス。ゲームタイトルは発売済みのものも発売前のものもあり、ゲームソフトのデータ自体は製品版と同じで、ただ制限時間が設定されている（なお体験版をプレイして得られるトロフィーは製品版購入前はあくまで"仮取得"の扱いである）。プレーヤーはそのゲームを気に入ったらストアで製品版を正式に購入すれば、再ダウンロードせずにそのまま製品版として遊ぶことができ、体験版で作成したセーブデータも製品版にそのまま継承することができ、また体験版で取得したトロフィーも正式に有効となる。
2022年6月1日までは全てのPlayStation Plus加入者が体験版をプレイ可能であったが、同年6月2日以降はプレミアム加入者のみのサービスとなった。同年6月1日時点でPlayStation Plusに加入していた場合はプレミアムへのアップグレードが必要。

#### ゲームヘルプ（PS5のみ）
PlayStation 5でのみ利用可能。
対応しているゲームで、攻略やトロフィーに関わるヒントが得ることができる。

#### スペシャル
加入者限定のダウンロードコンテンツなどを無料ダウンロードできる（不定期の提供）。ダウンロード後のコンテンツはサブスクリプションの有効期限が切れた終了後も引き続き使用可能。

#### Sony Pictures Core（旧BRAVIACORE）
Sony Pictures Core アプリを通じ、ソニー・ピクチャーズの厳選された映画カタログにアクセスできる。追加料金なしで映画を視聴できるのは、プレミアムのみ。別途、映画の購入やレンタルも可能。

### システムサービス

#### オンラインマルチプレイ
PlayStation 5、PlayStation 4については、PSNを通じたオンラインマルチプレイはPlayStation Plusの会員のみが利用できるようになる。しかし、本体に登録しているユーザーの誰かがPlayStation Plusに加入していれば、その本体のユーザーは全員オンラインマルチプレイが対応となるので、会員権が必要なのはユーザー毎と言うよりは一台毎である。なお、PS5・PS4のタイトルであってもサブスクリプションを必要としないゲームもある。
なおPlayStation 3、PlayStation Vitaのほうでは以前どおりに無料で利用できるが、SIE（SCE）製のPS3/PSVita作品のオンラインサービスはほとんどの作品において終了している。

#### セーブデータお預かり(クラウドストレージ)
対応するゲームのセーブデータをオンラインストレージ上にバックアップできるサービス。コピー禁止属性のデータも条件付きでバックアップできる。利用可能な容量は、PS5、PS4でそれぞれ約100GB。サブスクリプションの有効期限が切れた後もファイルは破棄されることなく保持される。

### その他、ゲームショウのプレミアラウンジなど
東京ゲームショウなどでプレミアラウンジや優先の待機列を用意されるといった特典もある。

## 過去のサービス
PlayStation 3、PlayStation Vitaでのみ利用できる特典はこちらに記述する。

### ゲームソフト自動更新
システムソフトウェアの自動ダウンロード（や自動更新）は、PS5やPS4をただインターネットに接続するだけで自動的に行われるようになっている（つまり、無料のPlayStation Networkのアカウントすら持っていない状態で、ただ単にネット接続するだけでも自動的に行われる）が、

有料のPlayStation Plusに加入していると対応機種のゲームソフトの更新データが配信された場合に自動で更新を行ってくれるようになる。自動更新されるソフトは直近3種類のプレイしたソフトになる（つまりゲームソフトの更新の通常の手順は、オンライン状態でそのゲームを起動する事によって手動で行うが、オンライン状態ならバックグランウンドで自動で行ってくれる）。
PlayStation Vitaの場合は、自動的にダウンロードした後はスタンバイ状態に移行する。

### 自動トロフィー同期
通常は獲得したトロフィーのPSNへの同期は手動で行うが、加入者には自動同期機能が提供される。PlayStation 4以降では、全ユーザーが利用可能。

### PlayStation Home内 特別機能
PlayStation Homeを拡張する。サービス終了に伴い廃止。

### Vote to play
2015年8月より導入された、フリープレイ配信タイトルをユーザー投票で決定するPlayStation 4向けの機能。複数の未発売タイトルの中から、投票期間中の獲得票数が最も多かったタイトルは、フリープレイのラインアップの一つとして後日配信される。また、1位になれなかったタイトルもディスカウントのラインアップとして後日配信される。短期間で行われなくなった。

## 沿革
- 2010年
  - 6月16日 - E3のSCEカンファレンスにて発表。
  - 6月29日 - 全世界にてサービス提供開始。
- 2011年9月1日 - PlayStation Network（PSN）がソニーに移管されてソニーのネットワークサービスと統合し、Sony Entertainment Network（SEN）になった。
- 2012年
  - 6月26日 - オンラインストレージの容量拡大。最大1GB、最大1000ファイル。
  - 11月20日 - PlayStation Vitaが、システムソフトウェアのバージョンアップ（Ver2.00）によって対応[14]。
  - 11月21日 - 日本で提供サービスのリニューアルが行われた[15]。同時にそれに合わせたキャンペーンが始まった。
- 2013年
  - 6月11日 - PlayStation 4における内容を発表。同時にロゴの変更も発表[16]。
  - 6月19日 - フリープレイにゲームアーカイブス123タイトルを追加。〜夏のプラス祭り!〜を実施[17]。
- 2019年
  - 3月8日 - フリープレイにおけるPS3、PS Vita向けの新規配信を終了[18]。
  - 8月1日 - 日本国内において1か月利用権、3か月利用権を値上げ。
- 2020年11月12日 - PlayStation 5の発売に伴い、PS5でのフリープレイとPlayStation Plusコレクションの提供を開始。
- 2022年
  - 3月29日 - PlayStation Nowとサービスを統合し、新たなサブスクリプションサービスとして提供することを発表[2]。
  - 5月24日 - 日本を除くアジア地域で新しいPlayStation Plusのサービスが開始。
  - 6月2日 - 日本で新しいPlayStation Plusのサービスが開始。
  - 6月13日 - 北米・中南米で新しいPlayStation Plusのサービスが開始。
  - 6月23日 - 欧州、オーストラリア、ニュージーランドで新しいPlayStation Plusのサービスが開始。
- 2023年10月15日 - PS5、PS4 で Sony Pictures Core サービス開始。